# 第一次頂上作戦
第一次頂上作戦（だいいちじちょうじょうさくせん）とは、警視庁および各県警本部が、1964年（昭和39年）2月から1969年（昭和44年）4月まで行った暴力団壊滅作戦。暴力団取締要綱に基づき、暴力団の凶器を押収、抗争を早期に終結させ、違法な資金獲得を断ち、暴力団のトップや最高幹部の検挙を徹底的に行い、暴力団の解散を目的とした。本来は上記のように首領、幹部の検挙という暴力団取締要綱の一つにすぎないが、活動の総体として認識されている。

## 第1次頂上作戦開始まで
1961年（昭和36年）2月21日、池田勇人首相は、「暴力犯罪防止対策要綱」を閣議決定した。1964年10月10日から東京オリンピックの開催を控えており、治安強化を図る必要に迫られていたためだった。しかし、下記のように暴力団抗争事件は頻発した。
1962年（昭和37年）1月16日、夜桜銀次事件が勃発した。
同年3月13日午後10時30分ごろ、大垣市高島町のバー「夕暮」で、山口組柳川組西原組組員と本多会系河合組組員と喧嘩になり、その後、山口組と本多会の暴力団抗争に発展した。
同年3月、警察庁は、神戸・山口組（組長は田岡一雄）、神戸・本多会（会長は平田勝市）、大阪・柳川組（組長は柳川次郎。本名は梁元錫）、熱海・錦政会（後の稲川会。会長は稲川裕芳で、後の稲川聖城）、東京・松葉会（会長は藤田卯一郎）の5団体を広域暴力団と指定し、25都道府県の県警に実態の把握を命じた。
1963年（昭和38年）、国鉄三ノ宮駅前に、地下街「さんちかタウン」が建設されることが決まった。山本健一が、さんちかタウンの工事の用心棒を請け負うことになった。まもなく、山本健一は逮捕され、収監された。吉川勇次と地道行雄が、さんちかタウンの用心棒を、山口組直轄で行うようにした。地道行雄は、岡精義を通じて、さんちかタウンの建設を請け負った建設会社から、用心棒代を出させた。これが後に、山口組に対する第一次頂上作戦の突破口となった。
同年3月1日、柳川次郎は、1964年に起こした債権取立てに絡んだ恐喝容疑の裁判で懲役1年が確定し、大阪刑務所に服役した。山口組若頭・地道行雄が、三代目山口組若中・清水光重（後の三代目山口組若頭補佐）を柳川組の目付役とした。

同年3月、グランドパレス事件が勃発した。

同年4月17日、第二次広島抗争が勃発した。
同年9月5日、石川県山中温泉のキャバレー「リンデン」で、松葉会金沢支部の者が、二代目本多会山中支部の者に射殺された。その報復として、松葉会金沢支部6人が、本多会山中支部前で、本多会山中支部長を射殺した。

同年9月27日午後11時15分ごろ、花形敬刺殺事件が勃発した。

同年11月9日午後6時9分ごろ、田中清玄銃撃事件が勃発した。
同年11月28日、福岡県北九州市小倉区のクラブ「美松」前で、工藤組（後の工藤會。組長は工藤玄治）幹部・前田国政が、山口組菅谷組組員2人に射殺された。

同年12月8日夜、紫川事件が発生した。
同年12月21日、東京・松葉会、熱海・錦政会、東京・住吉会（会長は磧上義光）、東京・日本国粋会（会長は森田政治）、川崎・義人党（会長は高橋義人）、東京・東声会（会長は町井久之。本名は鄭建永）、東京・北星会（会長は岡村吾一）は、右翼活動家・児玉誉士夫の提唱する関東会に参加した。
同日、関東会の結成披露が、熱海の「つるやホテル」で行われた。松葉会・藤田卯一郎会長が、関東会初代理事長に就任した。児玉誉士夫、児玉誉士夫らが1961年（昭和36年）に結成した青年思想研究会（略称は青思会）常任諮問委員・平井義一元衆議院議員、青思会諮問委員・白井為雄、青思会常任実行委員・中村武彦、青思会常任実行委員・奥戸足百、松葉会顧問・関根賢、三代目波木一家・波木量次郎総長が関東会結成披露に出席した。
同年12月下旬、関東会は、関東会加盟7団体の名で、「自民党は即時派閥抗争を中止せよ」と題する警告文を、自民党衆参両議院200名に出した。自民党衆議院議員・池田正之輔は、この警告文を、激しく非難した。警告文は、自民党の治安対策特別委員会で、議題に取り上げられた。これは、暴力団が連帯して政治に介入してきた、初めての事件だった。河野一郎派を除く衆議院議員と参議院議員は「関東会からの警告文は、児玉誉士夫と親しい河野一郎を擁護するものだ」と判断し、検察と警察当局に関東会壊滅を指示した。
1964年1月、「暴力取締対策要綱」が作られた。

## 第1次頂上作戦の経緯
同年2月、警視庁が「組織暴力犯罪取締本部」を設置し、暴力団全国一斉取締り（いわゆる「第一次頂上作戦」）を開始した。
同年3月26日、警察庁は改めて広域10大暴力団を指定した。10大暴力団は、神戸・山口組、神戸・本多会、大阪・柳川組、熱海・錦政会、東京・松葉会、東京・住吉会、東京・日本国粋会、東京・東声会、川崎・日本義人党、東京・北星会だった。
同年6月6日、第1次松山抗争が勃発した。
同年6月20日、港区芝公園で、関東会定例総会が行われた。初代理事長・藤田卯一郎に代わって、住吉会・磧上義光会長が二代目理事長に就任した。
同年6月24日、磧上義光が逮捕された。
同年9月15日午前6時、安藤組・安藤昇組長が仮釈放され、前橋刑務所から出所した。
同年12月9日、安藤昇は、千駄ヶ谷区民講堂で「安藤組解散式」を行った。右翼活動家・佐郷屋留雄や日本国粋会落合一家・高橋岩太郎総長が来賓として出席していた。
1965年（昭和40年）1月24日、芝浦の料亭「芝浦園」で、日本国粋会・森田政治らの動議により、関東会は解散宣言を行った。
同年3月、北星会が解散した。
同年4月17日、 本多会が解散した。
同年5月、住吉会が解散した。
1967年（昭和42年）、極東愛桜連合会が解散した。

## 錦政会に対する第1次頂上作戦
1964年3月初旬、西銀座7丁目の外堀通り（旧電通通り）の裏通りにある南旺ビル4号館3階の稲川興業（錦政会、後の稲川会の興行会社）の事務所で、錦政会（後の稲川会）・稲川裕芳会長（後の稲川聖城）は、住吉会・磧上義光会長から、前住吉会会長・阿部重作のための総長賭博を持ちかけられた。
同年3月19日夜、箱根塔之沢の温泉旅館「紫雲荘」で、阿倍重作のための総長賭博が開催された。稲川裕芳、佃政一家・井上与一総長、磧上義光ら30人以上が総長賭博に参加した。総額6億円ほどの金が賭けられ、テラ銭は4000万円になった。
阿倍重作のための総長賭博が行われた数日後、稲川裕芳と磧上義光は、テラ銭を阿倍重作に届けた。
同年、錦政会は430人の会員を逮捕された。
1965年（昭和40年）1月14日、錦政会幹部・林喜一郎（林一家総長）、錦政会幹部・山川修身（本名は沈敬変。山川一家総長）ら5人が賭博開帳容疑で指名手配されて、錦政会会員16人が逮捕された。
同年1月26日、稲川裕芳は、東京都選挙管理委員会に、政治結社・錦政会の解散届けを提出した。
同年2月17日午前7時20分、警視庁組織暴力犯罪取締捜査本部、碑文谷警察署、池上警察署、神奈川県警、静岡県警、千葉県警、山梨県警は、警察官300人を動員して、熱海市水口町の稲川裕芳邸、磧上義光邸、錦政会と住吉会の重要拠点30箇所を家宅捜査した。このとき、昭和39年（1964年）に箱根塔之沢の温泉旅館「紫雲荘」で、阿倍重作のための総長賭博が開催されていたことが発覚した。
同年2月27日、稲川裕芳は、碑文谷警察署に出頭し、賭博開帳図利罪で逮捕された。稲川裕芳は、警察に対して「阿倍重作のための総長賭博は、自分が言い始めたことで、磧上義光は関係ない」と主張した。
その後、稲川裕芳は、賭博開帳図利罪で起訴され、懲役5年を求刑された。稲川裕芳は、一審で懲役3年半の判決を受け、控訴し、懲役3年の実刑判決が確定した。
同年3月、錦政会が解散した。
同年、錦政会は309人の会員を逮捕された。
1968年（昭和43年）3月、保釈中だった稲川聖城は、検察庁からの執行命令を受けて、府中刑務所に収監された。

## 松葉会に対する第1次頂上作戦
1964年だけで、松葉会は組員728人が検挙された。
1965年（昭和40年）3月10日、松葉会系菊池興業が解散声明を出した。
同年3月30日、茨城県の松葉会4支部が解散声明を出した。
同年6月16日、警視庁組織暴力犯罪取締本部と上野警察署は、松葉会本部事務所と浅草の藤田卯一郎宅など4か所を拳銃不法所持容疑で家宅捜索し、藤田卯一郎を全国指名手配した。
同日深夜、藤田卯一郎は札幌市内で、北海道警捜査二課員に逮捕された。
同年9月20日、藤田卯一郎は、松葉会解散を宣言した。
同日、墨田区の妙見山法性寺で解散式が行われ、藤田卯一郎が代紋入りの会旗を焼いた。

## 日本国粋会に対する第1次頂上作戦
1965年（昭和40年）1月、日本国粋会元理事長の前川一家・荻島峯五郎総長、日本国粋会小金井一家・石井初太郎総長が逮捕された。
同年1月、日本国粋会は緊急役員会を開き、解散問題を検討した。緊急役員会は、日本国粋会の存続を決定した。異議を唱えた佃政一家貸元ら幹部26名の脱会騒動が起きた。小金井一家、中杉一家、落合一家、辺見一家が日本国粋会から脱会した。
同年2月、日本国粋会・森田政治会長が360丁の拳銃密輸容疑で警視庁に逮捕された。その後、森田政治は、懲役9年6か月の判決を受けたが、東中野の病院に入院中だったため、収監が遅れた。
同年2月、日本国粋会落合一家・高橋岩太郎総長は、賭博開帳図利罪の容疑で逮捕された。高橋岩太郎は1審で、懲役2年の判決を受けたが、東京高裁に控訴し、保釈された。
同年夏、高橋岩太郎と日本国粋会幹部は、今後のことを話し合うために、青山の森田政治宅を訪れた。森田政治は不在だった。森田政治の妻が、高橋岩太郎と日本国粋会幹部を、森田宅の応接間に案内した。高橋岩太郎と日本国粋会幹部は、応接間で森田政治の帰りを待った。しばらくすると、四谷で小料理屋を営む森田政治の情婦から、森田政治の自宅に、電話があった。情婦の小料理屋で、酔った森田政治が暴れているとのことだった。高橋岩太郎は、日本国粋会幹部とともに車に乗り込み、四谷の小料理屋に向かった。高橋岩太郎と日本国粋会幹部は、酩酊していた森田政治を、入院先だった東中野の病院に運んだ。翌日、小料理屋を営む森田政治の情婦が、四谷警察署に訴えたため、高橋岩太郎と森田政治は、暴行と器物破損容疑で四谷警察署に逮捕された。小料理屋を営む森田政治の情婦は、その日のうちに告訴を取り下げた。高橋岩太郎は保釈を取り消されて、森田政治ともに小菅の東京拘置所に収監された。それから、高橋岩太郎は、新潟刑務所に2年間服役した。森田政治は千葉刑務所に9年6ヶ月間服役した。
同年12月、日本国粋会が解散した。

## 山口組に対する第1次頂上作戦
1964年3月、山口組田中組（組長は田中敏男）が解散した。
1965年（昭和40年）4月7日、山口組山陰柳川組（組長は柳川甲録。本名は柳甲録）が解散した。同日、田岡一雄は、柳川甲録を破門にした。
同年5月21日、田岡一雄は東京高輪のプリンスホテルで行われた「全国港湾荷役振興協会」の会議に出席した。同日夜、赤坂のちゃんこ屋で、高倉健・江利チエミ夫婦、清川虹子、宮城千賀子らと会食した。同日12時ごろ、竹中正久にめまいと胃痛と肩こりを訴えた。  
同年5月23日、田岡一雄は清川虹子の勧めで、渋谷のセントラル病院に入院した。狭心症だった。
同年5月、山口組石井組幹部・秋山潔（後の二代目石井組組長）が、恐喝、銃刀不法所持で服役した。
同年8月1日、岡山市の山口組現金屋（組長は三宅芳一。本名は三宅一巳）が解散した。
同年8月4日、田岡一雄は東京女子医科大学病院に転院した。
同年9月9日、田岡一雄は夜行寝台「銀河」で大阪駅に向かった。
同年9月10日午前10時、田岡一雄は関西労災病院新館5階517号室に転院した。田岡一雄担当医師の中山英男は、兵庫県警本部の要請に応じて、田岡の診断証明書を、兵庫県警本部に提出した。田岡の診断証明書はマスコミに漏れたため、中山英男は兵庫県警刑事部長に釈明を求めた。兵庫県警は、まず山口組舎弟筆頭格だった岡精義に狙いを定め、山口組解散と田岡一雄の引退を目指すことにした。
同年9月24日、兵庫県警刑事部・山本昇一捜査課長が、文書で中山英男に謝罪した。
同年9月、兵庫港が台風23号に襲われ、横浜海運倉庫と築港興業の2社のドラム缶1485本が流失、それが山口組舎弟の岡精義が社長・工業取締役だった神戸生コン運輸と神戸生コン工業の機械を破損したとして、岡精義は両社から現金150万円と約束手形2200万円を受け取った。しかし現金と約束手形を脅し取ったと判断された。
同年10月、岡山県警は、岡山市の竹中組・竹中武（後の四代目山口組若頭補佐。四代目山口組・竹中正久組長の弟）組長を野球賭博容疑で逮捕した。その後、竹中武は、姫路警察署に移管された。姫路警察署は、1965年（昭和40年）4月から竹中組で野球賭博が行われていることを知った。
同年12月31日、初代細田組・細田利光組長が死亡した。
1966年（昭和41年）2月、兵庫県警は、山口組竹中組・竹中正久組長（後の山口組四代目）を野球賭博容疑で逮捕した。竹中正久は1年間服役した。
同年2月23日、山口組渋谷組・渋谷文男組長が死亡した。
同年3月、金堀一男が兵庫県警本部長に就任した。金堀は田岡との全面対決姿勢を明確にした。
同年4月19日、岡精義は兵庫県警に逮捕された。岡精義は容疑を認め田岡一雄は兵庫県警捜査四課から、岡精義の引退届けを受け取った。
同年5月2日、田岡一雄は、岡精義の引退を認めた。
同日、田岡一雄は、入院中の病室に、山口組若頭・地道行雄を呼び、地道行雄に「港湾荷役関係者は、全員山口組から脱退し、事業に専念するように」と伝えた。
同年5月3日、田岡一雄の舎弟・安原武夫（安原運輸社長）や青井照日出（住井運輸社長）らは、神戸市海岸通の全国港湾荷役振興協会事務所で、山口組からの脱退を決議した。
同年5月5日、岡精義は兵庫県警捜査四課長に、山口組との絶縁を伝える文書を送った。
同日、田岡一雄の舎弟10人と若衆9人が、山口組から脱退した。脱退したのは、岡精義、名古屋市の鈴木組・鈴木光義組長（中森光義とも名乗った）、安原武夫、青井照日出、全国港湾荷役振興協会理事兼大阪支部長・広田敬次（大阪港湾作業社長）、上栄運輸社長・白石幸吉、昭和運輸社長・大楠正道、金本運輸社長・日笠寿明、富栄運輸専務取締役・栗田達之助、(第一交通社長。神光工業社長）、日栄運輸取締役・山内誠次郎、岡村運輸社長・岡村徳造、双和運輸社長・高砂嘉之、扇港海運作業取締役・田中晋治、山一運輸社長・蟹谷勲、日栄運輸社長・吉川明、藤海運社長・石井基弘（石井商会社長）、上栄運輸取締役・白石敏夫、山の内運輸常務取締役・堀川弘一。これにより、田岡は港湾事業からのしのぎの大部分を失った。鈴木組若頭・弘田武志が鈴木組を引き継ぎ、弘田組を結成した。弘田武志は、山口組直参となった。その後、弘田武志は、司忍（後の六代目山口組組長）を、弘田組若頭に据えた。
同年5月10日、井志繁雄は、山口組井志組を解散させたが、ヤクザからは引退しなかった。
同年5月、西岡勇は、山口組西岡組を解散させたが、ヤクザからは引退しなかった。
同月、地道行雄は、田岡一雄に山口組解散を直訴し、若頭辞任を願い出た。田岡は、地道の若頭辞任を留意した。地道は、地道組若頭・佐々木道雄に、地道組傘下組織の解散奨励を伝えた。
同年6月2日、兵庫県警は、神戸市の21官庁の協力を得て、「山口組壊滅対策官公庁連絡協議会」を発足させ、2日後には「広域暴力団山口組幹部による企業暴力事件捜査本部」を設置した。
同年6月7日、田岡一雄は甲陽運輸社長を辞任した。これにより、田岡は港湾事業からのすべてのしのぎを失った。
同年6月13日、山口組長谷組（組長は長谷一雄）が解散した。
同年6月23日、山口組渋谷組が解散した。
同年6月下旬頃から、1963年に神戸市三ノ宮駅前に建設が決定されていた「さんちか」の建設をめぐり、恐喝容疑で吉川勇次と地道行雄が指名手配され、岡精義や山口組舎弟頭・松本一美ら数人が逮捕された。兵庫県警須磨警察署の取調べで、岡精義は「田岡一雄も恐喝に参加している」ことを供述した。
同年6月28日、吉川勇次が逮捕された。
同月、竹中組が1965年（昭和40年）4月から1966年（昭和41年）5月までに行った野球賭博で、竹中組若頭・坪田英和、竹中組幹部・上野武信、竹中組組員・笹井啓三、同組組員・沖田義明、同組組員・中西要、竹中正久の弟・竹中英男の元運転手・富士原俊信、賭博客37人が逮捕された。
同年7月1日、地道行雄が、警察に出頭し、逮捕された。
同年7月9日、岡精義は、兵庫県警須磨警察署の取調べで「田岡一雄が、さんちかタウン建設での恐喝に介入していた。自分は恐喝して500万円を手に入れた。そのうちの300万円を田岡一雄に渡した。自分が田岡一雄に300万円を渡す際に、地道行雄が同席していた」と供述した。
同年7月15日、山口組舎弟頭・松本一美が入院中の病院で検挙された。松本一美は、肝炎と糖尿病で入院中だった。
同年7月21日、地道行雄は、さんちかタウン建設での恐喝を認め、「岡精義が、恐喝で手に入れた300万円を、田岡一雄に渡した。その現場に立ち会った」と供述した。
同年8月23日、田中禄春は、自身が顧問をする山口組一心会を解散させ、ヤクザから引退した。
同年8月28日、山口組企業暴力事件の第2回公判が、神戸地裁で行われた。検察側は、冒頭陳述で、「さんちかタウン建設の際に恐喝で奪った500万円のうちの300万円が田岡一雄に渡った」と公表した。
同年9月17日、山口組山博組（組長は山本博）が解散した。
同月、兵庫県警は、神戸市灘区篠原本町の田岡一雄の自宅を家宅捜索した。
同年9月1日、東声会・町井久之会長は東声会の解散声明を発表した。
同年9月8日、東京の池上本門寺で東声会解散式が行われた。町井久之は、やくざ社会の表舞台から去った。
同年10月24日、山口組鹿島組（組長は加島正夫）が解散した。
同年10月18日、十九組（組長は松本国松）が解散した。
同年10月28日、神戸市兵庫区の山口組坂口組・坂口啓三組長が、兵庫県警に、組解散を届け出て、ヤクザから引退した。
同年11月初旬、地道行雄は、義父の葬儀のため、4日間勾留の執行を停止された。
同年11月7日、長野刑務所に服役中だった山口組石井組・石井一郎組長は、石井組の解散を宣言した。
同年12月5日、山口組舎弟・藤村唯夫は、国立大阪病院で、肝臓疾患により死亡した。
同月、田岡一雄は、甲陽運輸の脱税で起訴された。
1967年（昭和42年）1月、竹中正久が、神戸刑務所から出所した。
同年1月、田岡一雄の舎弟・菅安次郎が山口組から脱退した。
同年2月、極東愛桜連合会が解散した。
同年4月5日、山口組小塚組（組長は小塚斉）が解散した。
同年4月、山口組山健組・山本健一組長（夜桜銀次事件での凶器準備集合罪で服役）が出所した。すぐに山本健一は、警察に起訴された。山本健一は肝臓病により神戸市須磨区の野村病院で加療中だった。
同年、山本健一は、さんちかタウン建設の際に起こった恐喝事件での、裁判記録を取り寄せた。山本健一は、地道行雄の供述（「さんちかタウン建設の際に恐喝で奪った500万円のうちの300万円が田岡一雄に渡った」）に立腹し、神戸市花隈の山本宅で、竹中正久と二代目細田組・細田利明とともに、地道行雄暗殺を謀議した。竹中と細田は、地道暗殺の実行犯役を買って出た。
同年5月1日、姫路市の竹中組事務所前で、竹中組組員・北村孝一が、タクシーの運転手と口論となった。運転手が竹中組事務所の入り口のガラス戸を割ったため、北村孝一は運転手を竹中組事務所に引っ張りこんで暴行を加え、全治2週間の怪我を負わせた。姫路警察署は、北村を傷害容疑で逮捕した。
同年5月2日、姫路警察署の小林幸三暴力犯係長は、北村孝一の逮捕にからみ、証拠物件差し押さえ令状を取り、21人の警察官とともに、竹中組事務所に踏み込もうとした。竹中正久や竹中組組員は、立会いを拒否し、刑事訴訟法114条2項を盾にして、姫路警察署の強制捜査に抵抗した。小林幸三は姫路消防署署員2人に立会いを依頼したが、竹中組組員が消防署職員に住所と氏名を教えるように脅したため、消防署署員は立会いを拒否した。小林は、姫路警察署刑事課長・江見亨ら20人の刑事の応援を呼んだ。姫路警察署は、姫路市の湊組・湊芳治組長（田岡一雄の舎弟）に、竹中正久を説得させた。竹中は、湊芳治に説得されて、姫路警察署の捜査に応じた。
同年5月初旬、田岡一雄邸の2階大広間で、山口組直系組長70人弱が集まり、山口組直系組長会が開かれた。山口組直系組長会では、山口組解散について議論された。地道行雄は山口組解散を主張した。中山美一が地道に「山口組の解散は、田岡一雄の了承を得ているのか」と訪ねた。地道は「自分の独断だが、田岡から承認を受ける自信はある」と答えた。採決では、50人が山口組解散に賛成し、菅谷政雄、山本健一、小西音松、竹中正久、細田利明、中山美一、江口実ら20人弱が、解散に反対した。しかし、解散反対派が、田岡の意向を聞くように食い下がり、山口組直系組長会では結論が出なかった。関西労災病院で、織田組・織田譲二組長（本名は伊藤豊彦）が、入院中の田岡一雄に、山口組解散の意思を確認した。田岡一雄は、山口組解散を否定した。
同月、関西労災病院で、山本健一は、田岡一雄に、地道暗殺を謀議したことを告白した。田岡は、竹中正久と細田利明を関西労災病院に呼び、地道暗殺を止めさせた。
同年11月、兵庫県警は、さんちかタウン建設をめぐる恐喝で、田岡一雄を、関西労災病院で、臨床尋問した。臨床尋問は、医者の要請を受けて、途中で打ち切られた。
同年12月15日、安原会（会長は安原政雄）が解散した。
1968年（昭和43年）1月29日、兵庫県警は、さんちかタウン建設をめぐる恐喝・威力業務妨害・港湾法違反など4つの共犯容疑で、田岡一雄を、神戸地裁に書類送検した。
同年2月7日、田岡一雄は、地道行雄を若頭から解任した。後任の若頭に、梶原清晴を据えた。若頭補佐には、山本健一、山本広、中山美一、白神英雄（白神一朝とも名乗った）、小田秀臣、小田芳一（小田吉一とも名乗った）が任命された。
同年6月、田岡一雄は、兵庫県警から、神戸芸能社の無許可営業について、臨床尋問を受けた。
同年、山健組組員が有馬温泉の賭場で勝ち、一部の儲けを山本健一に上納した。山本健一は、山健組組員で山健組の拳銃管理担当だった松下靖男（後の五代目山口組若中）に指示して2丁の拳銃を出させ、山健組若頭・東徳七郎に指示して、上納金を納めた山健組組員に、拳銃2丁を贈答した。その後、拳銃をもらった山健組組員は、喧嘩を起こし、山本からもらった拳銃で相手を殴り倒して、大阪府警に逮捕された。大阪府警は、拳銃の入手先を追及したが、自供しなかった。しかし、大阪府警は、逮捕した山健組組員の妻から、拳銃が山本健一から渡ったものだという供述を引き出した。
1969年3月、山本健一、東徳七郎ら山健組組員5人が銃砲刀剣類所持等取締法違反で逮捕された。山本の舎弟・尻池実や松下靖男ら山健組組員4人が指名手配された。
同年4月14日から同年4月17日まで、神戸地裁は、関西労災病院で、田岡一雄を取り調べた。
同年4月25日、梶原清晴が、恐喝容疑で兵庫県警に逮捕された。
同日、神戸地裁は、田岡一雄を、恐喝や威力業務妨害容疑で在宅起訴した。しかし、兵庫県警は、田岡一雄を刑務所に送ることはできなかった。

## 柳川組に対する第1次頂上作戦
1964年1月14日、山口組柳川組・柳川次郎組長の起こした、1957年4月大阪駅で起こしたプー屋恐喝事件、1958年2月10日に起こした鬼頭組との乱闘事件、他2件の併合審理事件の上告棄却が確実となり、柳川の懲役7年の刑が決定的となったため、柳川次郎は獄中で引退声明を出し、それを引き換えに仮出所を許された。これは、広域暴力団組長の最初の引退となった。
同年2月、柳川次郎は、柳川組組員たちから、豊中市の300坪の家をプレゼントされたが、受け取らず、「レストラン・サンマテオ」とし、梅本昌男に経営させた。
同年3月5日、柳川次郎は大阪市北区中之島の回生病院に入院した。柳川次郎は長期の服役を余儀なくされたので、組の跡目を決定する必要に迫られた。柳川次郎は谷川康太郎を考えた。この案に、野沢義太郎、加藤武義、金田三俊らが難色を示した。地道行雄は柳川組二代目に清水光重を推薦した。このため、柳川組幹部一同は、谷川康太郎（本名は康東華）を柳川組二代目に推挙することでまとまった。
同年3月8日、谷川康太郎の二代目襲名の盃事が、有馬温泉中の坊の「グランドホテル」で行われ、柳川次郎は後見人となった。この日に漏れた柳川組若中10人の盃事は、同年3月10日に、大阪市生野区新今里町の料亭「山市」で行われた。
1965年（昭和40年）3月11日、柳川次郎は再び収監され、名古屋刑務所に服役した。
同年12月9日、谷川康太郎は、1962年1月坂本組組長刺殺事件での凶器準備集合罪、他2件の併合審理で、懲役2年8ヶ月の一審判決を、大阪地裁で受けた。谷川康太郎は即日控訴して保釈となった。谷川康太郎は、布施市（現：東大阪市）大平寺の牧野病院に入院した。
1966年（昭和41年）1月、谷川康太郎は、大阪市福島区上福島南3丁目の大阪厚生年金病院に移った。
同年9月21日、大阪高裁は、谷川康太郎の控訴を棄却した。
同年9月26日、谷川康太郎は最高裁に上告した。
同年11月、柳川組北海道支部長の長岡宗一は、釧路刑務所を出所した。長岡宗一を、長岡の妻・将子や谷川康太郎、二代目柳川組組員、長岡の若衆たちなどが出迎えた。3日後、長岡宗一の放免祝いが、定山渓温泉のホテルを借り切って行われた。長岡宗一は、放免祝いの席で、突然引退を宣言した。石間春夫（後の五代目山口組舎弟）が、柳川組北海道支部支部長に就いた。長岡宗一は、ヤクザから引退した後、ボクシングジムを経営した。
1967年（昭和42年）、柳川組北海道支部長・石間春夫は、懲役3年6ヶ月の判決を受けて、宮城刑務所に服役した。 
同年7月20日午後5時から、大阪市北区梅ヶ枝町の中華料理店「東仙閣」で、谷川康太郎の送別の宴が催された（最高裁が上告を棄却する可能性は極めて高く、谷川が実刑判決を受けて、服役するのは確実だった）。餞別金として集まった金のうち、400万円を柳川次郎の留守宅に贈り、残りを柳川組組員の保釈金として積み立てた。
同年8月、柳川組は、20都道府県、73団体、1690人に達した。
同年10月12日から、柳川組に対する警察の集中取締りが始まった。半年間に、柳川組だけで逮捕者164人を出した。柳川組高山組・高山鉄舟組長は、再三逮捕され、その都度保釈金を積んで保釈されていたが、最後は保釈金110万円を都合できなくなった。これで、高山組は消滅した。柳川組相談役・神田八郎は、「神田組を解散しないならば韓国へ強制送還する」と迫られて、神田組を解散した。名古屋市の中京連友会など3つの支部が解散した。木本一馬、梅本昌男、佐渡良秀ら柳川組系金融業者も検挙された。警察は、3人の歌手に被害届を出させて、柳川組系芸能社「梅新企画」と「高野プロダクション」を潰した。
同年12月12日、最高裁は谷川康太郎の上告を棄却した。
同年12月19日、谷川康太郎は結核既住症悪化の診断書を大阪地裁に提出したが、大阪地裁はこれを認めなかった。
同年12月28日、谷川康太郎が収監された。谷川康太郎は大阪刑務所に服役した。
1969年4月1日、大阪府警は「レストラン・サンマテオ」の経営内容を理由に、柳川次郎を名古屋刑務所から大阪の田辺警察署（現在の東住吉警察署）に移送した。ここで、田辺警察署は、柳川次郎の口から柳川組解散を引き出した。
同年4月8日、柳川次郎は、二代目柳川組・谷川康太郎組長を大阪刑務所で説得し、解散の同意を取り付けた。谷川康太郎が署名した「解散声明書」及び、柳川次郎が署名した「解散同意書」の日付は、昭和44年4月9日となっている。
同年7月、田岡一雄は、旧柳川組だった石田組・石田章六組長（本名は朴泰俊。後の六代目山口組顧問）、野沢組・野沢義太郎組長（後の五代目山口組舎弟）、金田組・金田三俊組長、藤原組・藤原定太郎組長を山口組直参にした。
同年8月1日、田岡一雄は、本家に無断で柳川組を解散させたと云う理由で、柳川次郎と谷川康太郎を絶縁とした。これを以て、柳川組と山口組に対する第一次頂上作戦は終結することとなった。

## 結果
第一次頂上作戦は東声会、柳川組などを解散に追い込み、山口組の主要な資金源だった港湾事業を壊滅させるなど大きな成果を上げたものの山口組そのものを解体するには至らず、その後、田岡一雄の元で山口組は雌伏の時を経て勢力を回復することとなった。
さらに、東声会は東亜会として、錦政会は稲川会として復活するなど、解散した組織の多くは後に復活を果たし、その後の頂上作戦でも壊滅することなく21世紀の現在に至るまで勢力を維持している。